# Vuelo 1561 de American Airlines
El Vuelo 1561 de American Airlines fue un vuelo regular desde el Aeropuerto Internacional O'Hare en Chicago hasta el Aeropuerto Internacional de San Francisco en San Francisco, operado el 8 de mayo de 2011, por un Boeing 737-800 bimotor.  Un pasajero Yemeni llamado Rageh Ahmed Mohammed Al-Murisi (también conocido como Rageh Almurisi) gritaba sin parar "Allahu Akbar" (Allah es el más grande) mientras intentaba acceder a la cabina de mando, y fue reducido por tripulantes y pasajeros.

## Incidente
Durante la aproximación del Boeing 737 con 162 personas a San Francisco, aproximadamente sobre Modesto, California y unos veinte minutos antes del aterrizaje, el pasajero yemení Rageh Ahmed Mohammed Al-Murisi (también conocido como Rageh Almurisi), se dirigió hacia la cabina de mando a la vez que decía "Allahu Akbar"(Allah es el más grande), intentando a continuación derribar la puerta de la cabina.
Mientras al-Murisi intentaba abrir la puerta de la cabina de mando, un tripulante de cabina de pasajeros creyó que buscaba un lavabo, y se dirigió hacia donde estaba. Después de que Al-Murisi fuese informado por segunda vez de que la cabina de mando no era un lavabo, miró al tripulante, bajó el hombro y comenzó a golpear la puerta con este con el objetivo de derribarla.  Persistió en sus intento de derribar la puerta, gritando sin parar Allahu Akbar, incluso después de que un tripulante se ubicase entre la puerta y Al-Murisi.
Al-Murisi fue reducido por diversos pasajeros y tripulantes, incluyendo un agente retirado del Servicio Secreto y un oficial de policía retirado.  Inmovilizaron sus manos y pies con esposas de plástico rígido.  Fue oficialmente arrestado tras el aterrizaje del avión en San Francisco.
El incidente ocurrió días después de la muerte de Osama bin Laden.  El oficial de policía retirado de San Mateo Larry Wright que contribuyó en la inmovilización de al-Murisi, dijo que estaba seguro de que su intención era estrellar el avión. Diversos pasajeros expresaron su opinión de que tenía toda la razón de ser un ataque terrorista.
Al-Murisi portaba un pasaporte Yemení y unas tarjetas y documento de identidad de Nueva York y California (algunos caducados), pero no portaba ninguna posesión salvo un cargador de Apple, un par de gafas de sol, $47, y dos cheques caducados con valores de $5.000 y $8.000.  Dijo no tener relación alguna con grupos terroristas, si bien los agentes federales aún permanecen estudiando sus antecedentes.

## Acusación
Fue acusado el 10 de mayo de 2011, con cargos de interferir con la tripulación de vuelo, que acarrea penas de hasta veinte años de prisión y una multa de 250.000 dólares.